# Alken, Tongeren
Alken là một đô thị ở tỉnh Limburg gần Hasselt. Tại thời điểm ngày 1 tháng 1 năm 2013, Alken có tổng dân số 11.338 người. Tổng diện tích là 28,14 km² với mật độ dân số 392,61 người trên mỗi km².